# Budrus
Budrus (em árabe:  بدرس) é uma aldeia palestina situada no Governadorato (Mohafazah) de Ramallah e al-Bireh, a 31 km a noroeste de Ramallah, no norte da Cisjordânia. De acordo com o Escritório Central Palestino de Estatísticas, a cidade tinha uma população de 1.399 habitantes em 2007.
Em árabe, 'Budrus' significa 'Pedro'. Nos tempos antigos, a aldeiaera conhecida como Patris. A cidade atual está a leste da linha de armistício de 1949.. A cidade antiga ficava provavelmente a cerca de 2 km, em Khirbet Budrus, no lado oeste da linha. Foi mencionada na Tosefta (Demai 1)  tendo sido incluída nos limite das montanhas do sul da Judeia
Em 1596, Budrus aparece nos registros fiscais otomanos como sendo parte da anaia de Ramla e da Liwa de Gaza. Tinha então uma população de 46 famílias muçulmanas, que pagavam impostos sobre trigo, cevada, azeitonas ou safras de verão, cabras ou colméias e uma prensa de azeitonas ou uvas.
Budrus foi descrita na década de 1870 como "uma pequena aldeia, com olivais e cisternas. Perto existem dois lugares sagrados e um cemitério (Imam 'Aly), a oeste." 
Na época do censo da Palestina de 1931, Budrus tinha 98 casas ocupadas e uma população de 430 muçulmanos  A população tinha aumentado para 510 em 1945.
Budrus é ladeada a oeste e norte pelo Muro da Cisjordânia e tem sido regularmente local de protestos contra a barreira.

## Filmografia
Em 2009, a cineasta brasileira Julia Bacha realizou o filme Budrus, um documentário sobre os protestos não-violentos dos moradores Budrus contra a construção do Muro da Cisjordânia na aldeia. O filme é uma coprodução israelo-palestino-americano